# Якоб Альт
Якоб Альт (нім. Jakob Alt; 27 вересня 1789, Франкфурт-на-Майні — 30 вересня 1872, Відень) — австрійський художник-пейзажист, графік і літограф.

## Біографія
Перші уроки малювання Якоб Альт отримав у своєму рідному місті. У 1811 році він вступив до Віденської академії образотворчих мистецтв, де навчався за класом історичного живопису у Фрідріха Августа Бранда та Мартіна фон Молітора. Здійснював численні виїзди на натуру до австрійських альпійських та придунайських областей, де писав пейзажі. У 1828 і 1833 роках художник здійснив подорожі Північною Італією, деякий час проживав у Римі. Пізніше Я. Альт працював переважно як аквареліст, створював види Риму на замовлення австрійського імператора Фердинанда I і робив ескізи для серії літографій Адольфа Фрідріха Куніке «264 види Дунаю за течією цієї річки», що виходила у Відні у 1820—1826 роки. Крім цього, Я. Альт був автором та інших серій пейзажних літографій, у тому числі «Подорожі мальовничим Дунаєм від Енгельгартсцелля до Відня». Художник під час своїх поїздок також збирав великий гербарій, який нині зберігається в Земельному музеї Нижньої Австрії.
Сини Якоба Альта Рудольф та Франц також були відомими художниками.
Якоб Альт помер у Відні у 1872 році.